# Agrias citrinarius
Agrias citrinarius är en fjärilsart som beskrevs av Percy I. Lathy 1924. Agrias citrinarius ingår i släktet Agrias och familjen praktfjärilar. Inga underarter finns listade i Catalogue of Life.